# 1918 w Wojsku Polskim
Kalendarium Wojska Polskiego 1918 – wydarzenia w polskich formacjach wojskowych biorących udział w I wojnie światowej i wojnie domowej w Rosji oraz Wojsku Polskim w roku 1918.

## Styczeń
25 stycznia
- rozpoczęły się walki oddziałów I Korpusu Polskiego z oddziałami bolszewickimi[1].

## Luty
4 lutego
- rozwiązano Naczelny Polski Komitet Wojskowy i powołano Radę Naczelną Polskiej Siły Zbrojnej[1].

15 lutego
- II Brygada Legionów Polskich przedarła się przez front pod Rarańczą[1].

15–16 lutego
- kapitan Roman Górecki aresztował dowódcę Polskiego Korpusu Posiłkowego generała majora Zygmunta Zielińskiego
- Polski Korpus Posiłkowy wypowiedział posłuszeństwo Monarchii Austro-Węgierskiej i podjął próbę przebicia przez linię frontu austriacko-rosyjskiego → bitwa pod Rarańczą
- Polski Korpus Posiłkowy został rozbrojony, a żołnierze internowani w obozach na terenie Węgier

26 lutego
- I Korpus Polski podporządkował się niemieckim władzom wojskowym[1].

## Marzec
- Niemcy stosowali represje w stosunku do I Korpusu Polskiego w Rosji pod dowództwem gen. Dowbor-Muśnickiego w Bobrujsku, ponieważ nie uznali praw Rady Regencyjnej do decydowania o losach polskich jednostek wojskowych w Rosji[2].
- I Polski Oddział Awiacyjny został przetransportowany z Mińska do twierdzy Bobrujsk i tam przemianowany na Awiację I Korpusu Polskiego pod dowództwem podpułkownika Piotra Abakanowicza[3] → I Korpus Polski w Rosji

## Kwiecień
2 kwietnia
- w twierdzy Bobrujsk generał lejtnant Józef Dowbor-Muśnicki dokonał przeglądu Awiacji I Korpusu Polskiego i wziął udział w ceremonii poświęcenia samolotów[4]

## Maj
11 maja
- pod Kaniowem Niemcy uderzyli na II Korpus Polski. Nie dotrzymują układu kapitulacyjnego i po rozbrojeniu polskich żołnierzy wysyłają ich do obozów koncentracyjnych[2].
- gen. Haller przedostał się do Murmańska, a następnie do Francji, gdzie został powołany na naczelnego wodza armii polskiej we Francji[2].

21 maja
- Podpisano umowę o rozbrojeniu I Korpusu Polskiego[1].

## Czerwiec
9 czerwca
- Rozbrojono III Korpus Polski w Rosji[1].

## Lipiec
- podchorążowie piloci Stefan Pawlikowski i Jan Raszewski walczyli na froncie francusko–niemieckim nad Somą we francuskiej 96 eskadrze myśliwskiej Spadów[4]

## Sierpień
2 sierpnia
- w walce powietrznej zginął pchor. pil. Jan Raszewski[5]

## Wrzesień
2 września
- Początek rozbrajania okupantów w Lubelskiem, Kieleckiem, Radomskiem i Zagłębiu Dąbrowskim przez POW i inne organizacje o charakterze wojskowym[2].

20 września
- do Włoch przybyła misja wojskowa polskiej armii we Francji, której celem było przeprowadzenie rekrutacji do armii polskiej wśród kilkudziesięciu tysięcy Polaków zaboru austriackiego wziętych do niewoli w walkach włosko-austriackich nad Isonzo i Piavą[2].

28 września
- Komitet Narodowy Polski podpisał umowę z rządem francuskim w sprawie formowania armii polskiej[1].

## Październik
12 października
- Rada Regencyjna objęła władzę zwierzchnią nad wojskiem i wprowadziła rotę przysięgi dla Wojska Polskiego[6][7]

15 października
- Dowództwo Oddziału Wojsk Polskich na Kubaniu wydało rozkaz w sprawie utworzenia Polskiego Oddziału Awiacyjnego pod dowództwem porucznika Narkiewicza[8]

25 października
- Rada Regencyjna ustanowiła „urząd Szefa Sztabu Wojsk Polskich, który będzie nam przedkładał do rozstrzygnięcia sprawy wojskowe, w zakres jego kompetencji wchodzące”[9][10]; od 2001 dzień 25 października jest dorocznym świętem Sztabu Generalnego Wojska Polskiego → święta wojskowe w Polsce

26 października
- Rada Regencyjna przekształciła dotychczasową Komisję Wojskową w Ministerstwo Spraw Wojskowych, jako najwyższy organ do spraw administracyjno-wojskowych[11][10]

27 października
- Rada Regencyjna wydała:

•dekret o przystąpieniu do formowania narodowej armii regularnej
•tymczasową ustawę o powszechnym obowiązku służby wojskowej
28 października
- Rada Regencyjna mianowała generała porucznika Tadeusza Jordan-Rozwadowskiego generałem dywizji i Szefem Sztabu Wojsk Polskich[14]
- Oddział Wojsk Polskich na Kubaniu został przeformowany w 4 Dywizję Strzelców Polskich
- Polski Oddział Awiacyjny został przemianowany na I Awiacyjny Oddział Wojsk Polskich[15]

30 października
- Szef Sztabu Głównego Wojsk Polskich wydał rozkaz Nr 4 w sprawie podziału obszaru Państwa Polskiego na piętnaście okręgów wojskowych i utworzenia trzech inspektoratów lokalnych[16]

31 października
- dowódca 10 zapasowej kompanii lotniczej kapitan Roman Florer przekazał doktorowi Zdzisławowi Dzikowskiemu komendę nad lotniskiem w Rakowicach. Oddział polski na lotnisku w Rakowicach przyjął nazwę „Eskadrylla Lotnicza”[17]
- Polacy pełniący służbę w 17 zapasowej kompanii lotniczej na czele z porucznikiem Wiktorem Robotyckim opanowali lotnisko Hureczko[18]

## Listopad
1 listopada
- Karol I Habsburg wydał rozporządzenie nr 74631/MK SM w sprawie wstępowania oficerów do armii narodowych o treści: „każde z państw narodowych Austrii i krajów południowosłowiańskich stworzą armie narodowe własne. Dla przeprowadzenia tej zmiany w armie narodowe, potrzebne stanowiska wojskowe pozostaną w czynności do zupełnego oddania wszelkich agend. Naczelna Komenda armii Austro-Węgier tak długo, aż armia polna powróci do ojczyzny. Wszystkie osoby wojskowe, a mianowicie ci w ojczyźnie (Hinterland) natychmiast – ci z armii w polu aż powróci do domu, mają swemu przełożonemu komendantowi zameldować, do której ze stworzonych armii chcą wstąpić. Jeżeli wstąpienie do armii narodowych związane jest z odpowiednią przysięgą – pozwalam na tę przysięgę”[19].
- Wybuch walk polsko-ukraińskich we Lwowie[20].
- W Krakowie pułkownik Bolesław Roja z rozkazu Polskiej Komisji Likwidacyjnej objął Komendę Wojskową na obszarze Galicji od polnego zbrojmistrza Siegmunda von Benigni in Müldenberg[21].

2 listopada
- porucznicy Stefan Bastyr, Janusz de Beaurain i Władysław Toruń przy pomocy patrolu akademika Otowskiego opanowali lwowskie lotnisko Lewandówka[17].

4 listopada
- Rada Regencyjna powierzyła kierownictwo Ministerstwa Spraw Wojskowych pułkownikowi Janowi Wroczyńskiemu z byłej armii rosyjskiej[22]; stanowisko Ministra Spraw Wojskowych miał objąć Józef Piłsudski z chwilą przybycia do Warszawy
- Rada Regencyjna nakazała natychmiastowe tworzenie w okręgach wojskowych pułków i szwadronów ochotniczych dla wzmocnienia armii narodowej[23]
- Rada Regencyjna mianowała Stanisława Szeptyckiego generałem dywizji i Generalnym Inspektorem Broni oraz powierzyła mu „tymczasowe dowództwo wszystkich sił zbrojnych na obszarach dawnej okupacji austriacko-węgierskiej oraz tej części Galicji, która się pod władzą polską znajduje”[24]

5 listopada
- porucznik pilot Stefan Bastyr i porucznik obserwator Janusz Beaurain byli pierwszą polską załogą, która z polskiego lotniska Lewandówka wykonała pierwszy lot bojowy na samolocie Hansa-Brandenburg C.I, którego końcówki skrzydeł zostały pomalowane w biało-czerwone pasy. Lotnicy zbombardowali stację kolejową Persenkówka[25]. Dla upamiętnienia tego lotu do roku 1931 obchodzono w tym dniu Święto Lotnictwa Polskiego[26]

7 listopada
- na lotnisku w Rakowicach pod Krakowem rozpoczęto organizację I eskadry bojowej i III eskadry lotniczej bojowej[26]

9 listopada
- Polska Organizacja Wojskowa, bojówki PPS i inne organizacje wojskowe oraz grupy młodzieży dokonują rozbrajania Niemców w Warszawie i na terenach ziem Królestwa Polskiego okupowanych przez Niemców[2].

10 listopada
- Józef Piłsudski powraca do Warszawy z twierdzy magdeburskiej[2]

11 listopada
- Rada Regencyjna przekazała władzę wojskową i naczelne dowództwo wojsk polskich brygadierowi Józefowi Piłsudskiemu[27]

14 listopada
- Rada Regencyjna przekazała władzę państwową naczelnemu dowódcy wojsk polskich Józefowi Piłsuskiemu[28][2]
- kierownik Ministerstwa Spraw Wojskowych, pułkownik Jan Wroczyński zatwierdził „tymczasowo etat prowizoryczny lotniska wojskowego w Warszawie”[29]
- kierownik Ministerstwa Spraw Wojskowych powierzył księdzu Janowi Pajkertowi czasowe pełnienie obowiązków Naczelnego Kapelana Wojsk Polskich

16 listopada
- Józef Piłsudski mianował generała dywizji Stanisława Szeptyckiego Szefem Sztabu Generalnego oraz dowódców pięciu okręgów generalnych[30]

20 listopada
- ppor. pil. Jakubowski na polskim samolocie wojskowym Albatros C.III wykonał pierwszy lot nad Warszawą[26]

21 listopada
- szef Sztabu Generalnego, generał dywizji Stanisław Szeptycki wydał rozkaz Nr 23 „o organizacji służby technicznej Wojsk Polskich”. Na mocy tego rozkazu zostały zorganizowane dwie główne kadry lotnicze: I. w koszarach mokotowskich w Warszawie pod dowództwem pułkownika Studzińskiego i II. w Krakowie pod tymczasowym dowództwem kapitana Romana Florera[31]

22 listopada
- Józef Piłsudski objął, jako Tymczasowy Naczelnik Państwa, Najwyższą Władzę Republiki Polskiej[32]

26 listopada
- rozpoczęto formowanie Dywizji Litewsko-Białoruskiej w Zambrowie, Komorowie i Łapach

28 listopada
- Naczelny Wódz Wojsk Polskich, Józef Piłsudski rozkazał „utworzyć marynarkę polską” i mianował pułkownika Bogumiła Nowotnego szefem Sekcji Marynarki Wojennej Ministerstwa Spraw Wojskowych[33]

## Grudzień
1 grudnia
- podpułkownik Adam Nieniewski podpisał za szefa Sztabu Generalnego rozporządzenie w sprawie oznaczenia samolotów Wojska Polskiego znakiem szachownicy[34]

7 grudnia
- Naczelny Wódz mianował:

generała podporucznika Antoniego Listowskiego komendantem Rezerwy oficerskiej Wojska Polskiego
generała podporucznika Aleksandra Pika szefem Departamentu II Wojskowo-Prawnego Ministerstwa Spraw Wojskowych
12 grudnia
- Rajmund Baczyński został przyjęty do Wojska Polskiego „z zatwierdzeniem posiadanego stopnia generała dywizji i zaliczony do I rezerwy”[36]

16 grudnia
- Naczelny Wódz zatwierdził rozpatrzony i przyjęty przez Radę Wojskową „Statut oficerskich sądów honorowych w Wojsku Polskim”[37] → Oficerskie sądy honorowe
- na lotnisku Mokotowskim w Warszawie odbyła się pierwsza w Wojsku Polskim uroczysta przysięga na wierność Polskiej Rzeczypospolitej[26]
- w Warszawie odbyło się pierwsze robocze posiedzenie Komisji Ubiorczej pod przewodnictwem szefa Departamentu I Mobilizacyjno-Organizacyjnego Ministerstwa Spraw Wojskowych, pułkownika Kazimierza Czerwińskiego; zastępcą przewodniczącego został dyrektor Muzeum Narodowego Bronisław Gembarzewski, sekretarzem Remigiusz Kwiatkowski, a członkami: rotmistrz i malarz Wojciech Kossak, profesor Eligiusz Niewiadomski, profesor Kazimierz Słowiński z katedry towaroznastwa Politechniki Warszawskiej i plastyk, podporucznik Mikołaj Wisznicki[38] → Mundur Wojska Polskiego II RP

18 grudnia
- kierownik Ministerstwa Spraw Wojskowych zatwierdził „Tymczasową Instrukcję dla Inspektorów Weterynaryjnych przy Generalnych Okręgach Wojskowych” i „Tymczasową Instrukcję dla wojskowych lekarzy weterynaryjnych”[39]
- został utworzony grodzieński pułk strzelców, późniejszy 81 pułk strzelców grodzieńskich

19 grudnia
- w Zambrowie powstał suwalski pułk strzelców, późniejszy 41 suwalski pułk piechoty marszałka Józefa Piłsudskiego

21 grudnia
- kierownik Ministerstwa Spraw Wojskowych wydał rozkaz w sprawie utworzenia Warsztatów Radiotelegraficznych z siedzibą w Warszawie przy ulicy Chmielnej 53a pod kierownictwem inżyniera Bolesława Zieleniewskiego[40]

22 grudnia
- w Warszawie w składzie Sztabu Generalnego utworzono Dowództwo Wojsk Lotniczych[26]
- ukazał się pierwszy rozkaz dowódcy Wojsk Lotniczych ppłk pil. Hipolita Łossowskiego[26]

24 grudnia
- Naczelny Wódz zarządził „obowiązkowy pobór regularny czterech roczników na obszarze Generalnego Okręgu Krakowskiego z wyłączeniem Okręgu Wojskowego XXII (Będin), to jest roczników 1896, 1897, 1898 i 1899”; służba czynna dla żołnierzy tych roczników, w drodze wyjątku, trwała tylko cztery miesiące; jednocześnie Naczelny Wódz zarządził demobilizację żołnierzy urodzonych w latach 1883-1895 i 1900[41]
- kierownik Ministerstwa Spraw Wojskowych wprowadził „Tymczasową organizację automobilizmu wojskowego”, zgodnie z którą szef Sekcji Automobilowej Ministerstwa Spraw Wojskowych był „Dowódcą Korpusu Automobilowego Wojsk Polskich”[42]

27 grudnia
- Naczelny Wódz Józef Piłsudski:

zarządził pobór ochotniczy pracowników kolejowych w celu uzupełnienia istniejących oraz utworzenia nowych formacji wojsk kolejowych
utworzył instytucję urzędników wojskowych
- kierownik Ministerstwa Spraw Wojskowych ustanowił powiatowe komendy uzupełnień: XVI w Przemyślu, XVII w Cieszynie, XVIII w Nowym Targu, XIX w Tarnowie, XX w Wadowicach, XXI w Rzeszowie i XXII w Będzinie oraz „obsadę Urzędów Poborowych w Generalnym Okręgu Krakowskim”, a także zatwierdził „Instrukcję dla władz poborowych wraz z etatami i budżetem”[45]